# Gore Verbinski
Gore Verbinski (Oak Ridge, 16. ožujka 1964.), američki filmski redatelj i pisac.
Gore je počeo svoju karijeru kao redatelj glazbenih spotova za bendove poput Bad Religion i Monster Magnet, nakon toga se prebacio na reklamne spotove za koje je često bio nagrađivan.

Redateljski debi doživio je s obiteljskom komedijom Mouse Hunt (1997.). Nakon toga usljedio je polovičan uspjeh s The Mexican (2001.), godinu dana kasnije obradio je japanski horor Krug (2002.) s Naomi Watts. Režirao je 2003. godine gusarsku avanturu Pirati s Kariba: Prokletstvo Crnog bisera s Johnny Deppom i Orlando Bloomom u glavnim ulogama. Sljedeći film je bio The Weather Man (2005.) s Nicolas Cagem, film je dobro prošao kod kritike, ali je zarada u kinima podbacila. 

Vraća se 2006. godine s nastavkom Pirata, Pirati s Kariba: Mrtvačeva škrinja koji je bio golem box-office uspjeh zaradivši preko 1 milijardu $. Sredinom 2007. godine dolazi i 3. nastavak Pirati s Kariba: Na kraju svijeta kojeg također režira Gore Verbinski.

## Filmografija
- The Ritual (1996.) - kratki film
- Mouse Hunt (1997.)
- The Mexican (2001.)
- Krug (2002.)
- Pirati s Kariba: Prokletstvo Crnog bisera (2003.)
- The Weather Man (2005.)
- Pirati s Kariba: Mrtvačeva škrinja (2006.)
- Pirati s Kariba: Na kraju svijeta (2007.)
- Rango (2011.)

## Nagrade
Saturn Award
- 2004: Nominacija za najboljeg režisera: Pirati s Kariba: Prokletstvo Crnog bisera

Amanda award
- 2004: Nominacija za najbolji strani film: Pirati s Kariba: Prokletstvo Crnog bisera

## Vanjske poveznice
- IMDb.com